# 塵劫記

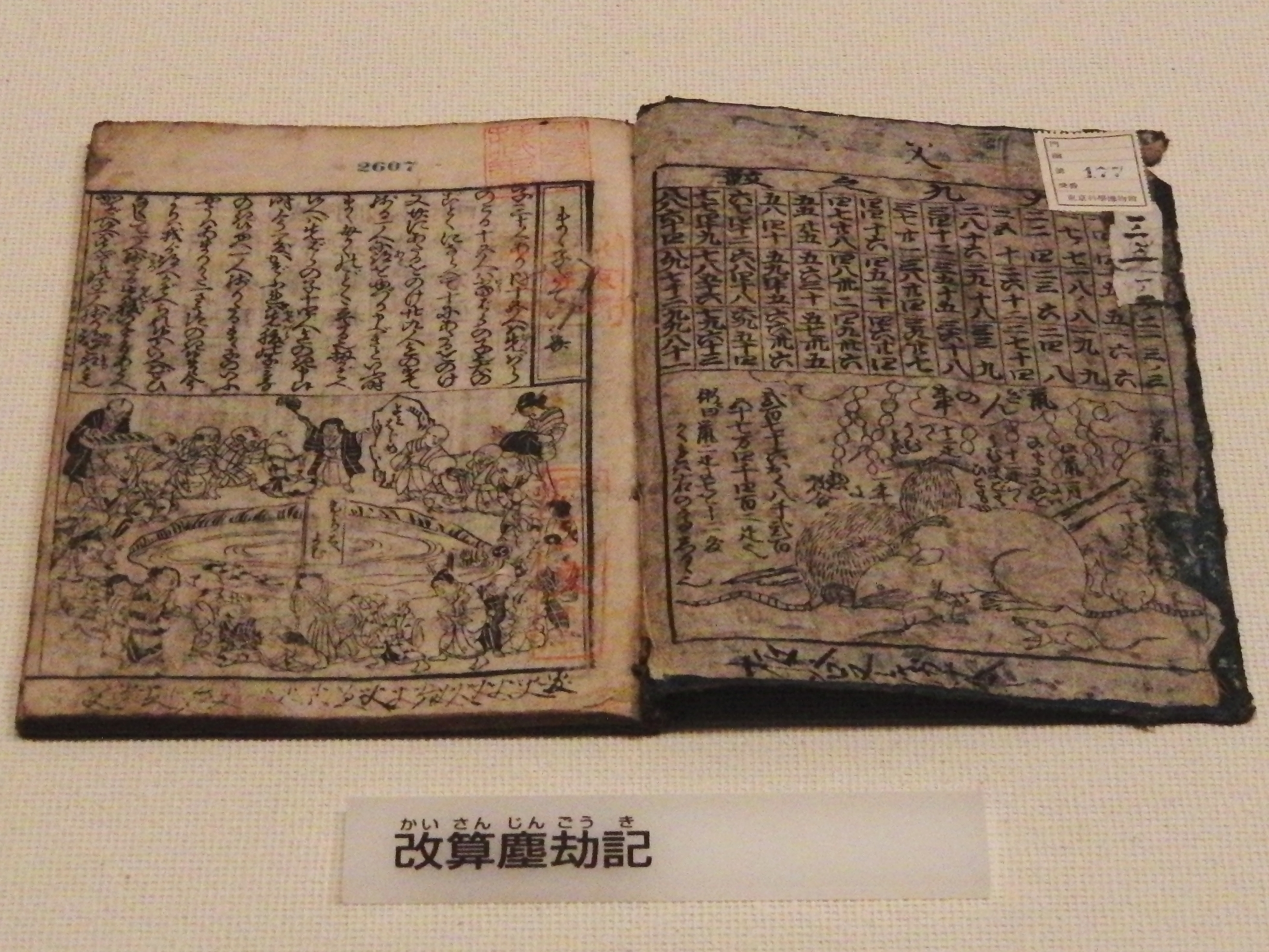
『改算塵劫記』。国立科学博物館の展示。

『塵劫記』（じんこうき）は江戸時代の算術書。明の程大位の『算法統宗』にヒントを得て、1627年(寛永4年)に吉田光由が執筆した。

## 概要
命数法や単位、掛け算九九などの基礎的な知識のほか、面積、両替や利息計算などの実用的な計算に加えて、平方根・立方根の求め方など幾分専門的な内容もを含まれている。これ一冊で当時の日常生活に必要な算術全般をほぼ網羅できる内容であるが、学者ではない者にも理解しやすいように、等比数列をネズミが増える様子に例える（ねずみ算）など身近な話題をもとに解説しているのが特徴である。社会経済の発達に伴い、人々の生活にも基礎的な算術の素養が求められるようになってきた中で出版され、またこれに比肩するような類書がその後も出版されなかったことなどから、同書は版を重ね、江戸時代の算術書のベストセラーかつロングセラーとなった。内容を多少変えた異本が多数出版され、明治時代に至るまで実に400種類以上の『塵劫記』が出版された。
同書はまた江戸時代の多くの学者に影響を与えた。後に和算の大家となった関孝和や儒学者の貝原益軒なども、若いころ『塵劫記』で独習していた。また学者のみならず、懇切丁寧な説明と非常に多い挿絵のおかげで、民衆にも広く愛された。以上のように讃美する向きもあるが、実際のところ、円周率として全く何の典拠・計算法の説明も無く単に「3.16」という値を掲載し、和算の数学的進歩（特に「円理」）にもかかわらず前述のように本書はそのまま再版され続けたことなど、むしろ当時の「数学者（和算家）」と「民衆（の算術）」の乖離を示している。
書名の『塵劫記』は天竜寺の長老玄光がつけたものであり、蓋し塵劫来事糸毫不隔の句に基づく。法華経の「塵点劫」（この世の土を細かく砕いて粉にしたものを千の国を通るたびに一粒ずつ落としていき、その砂がなくなるまでに通る国の数のことで、数えきれないくらい大きな数のたとえ。法華経の「化城喩品」などにその記述がある）に由来しており、「（永遠に等しいほど）長い時間経っても変わることのない真理の書」という意味が込められているとする説もある。
1641年には『新篇塵劫記』という小型本を刊行。下巻に算術の道を志す者に対する12問の遺題を掲載し、その解法を期待した。これがきっかけで遺題継承がされるようになった。

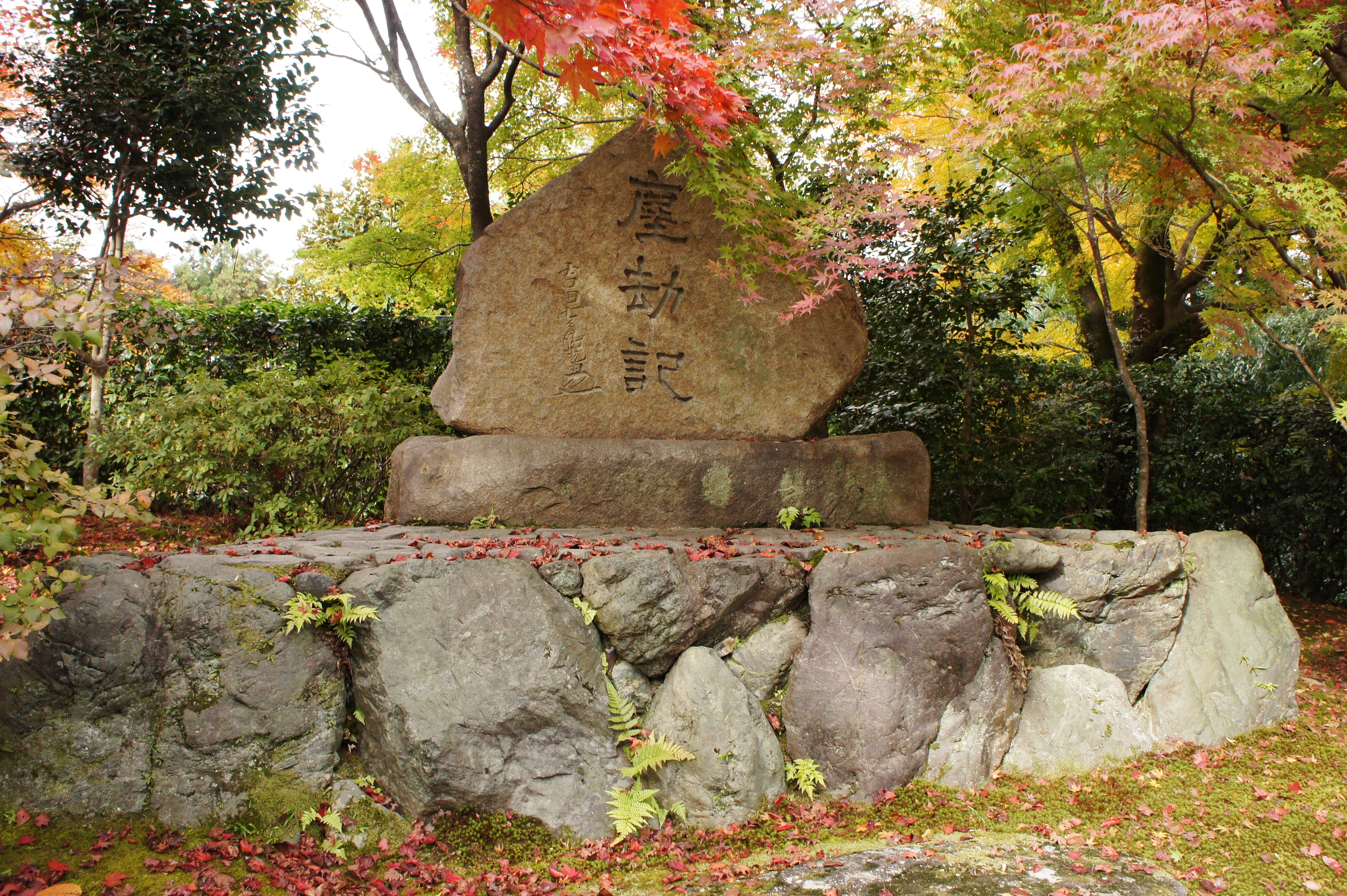
塵劫記顕彰碑（常寂光寺）
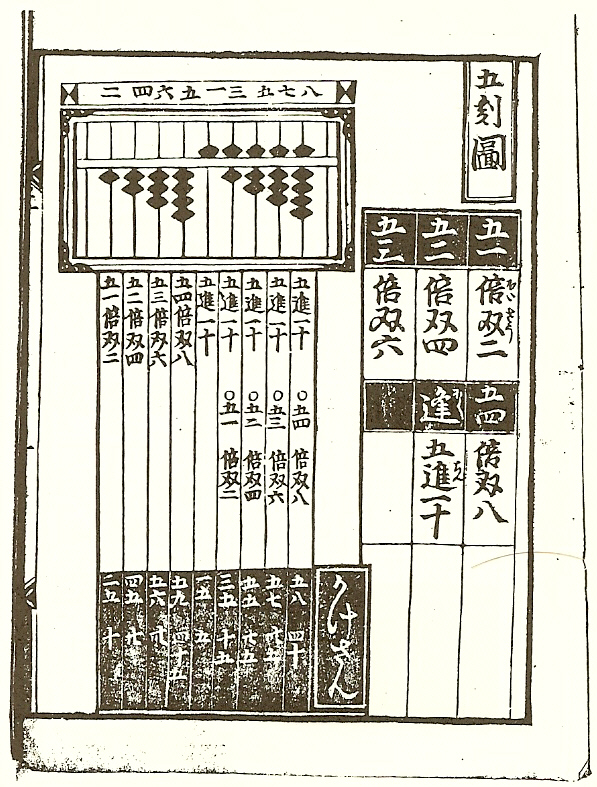
塵劫記の、そろばん使用法を解説している頁

### 『新篇塵劫記』の「大仏の堂」

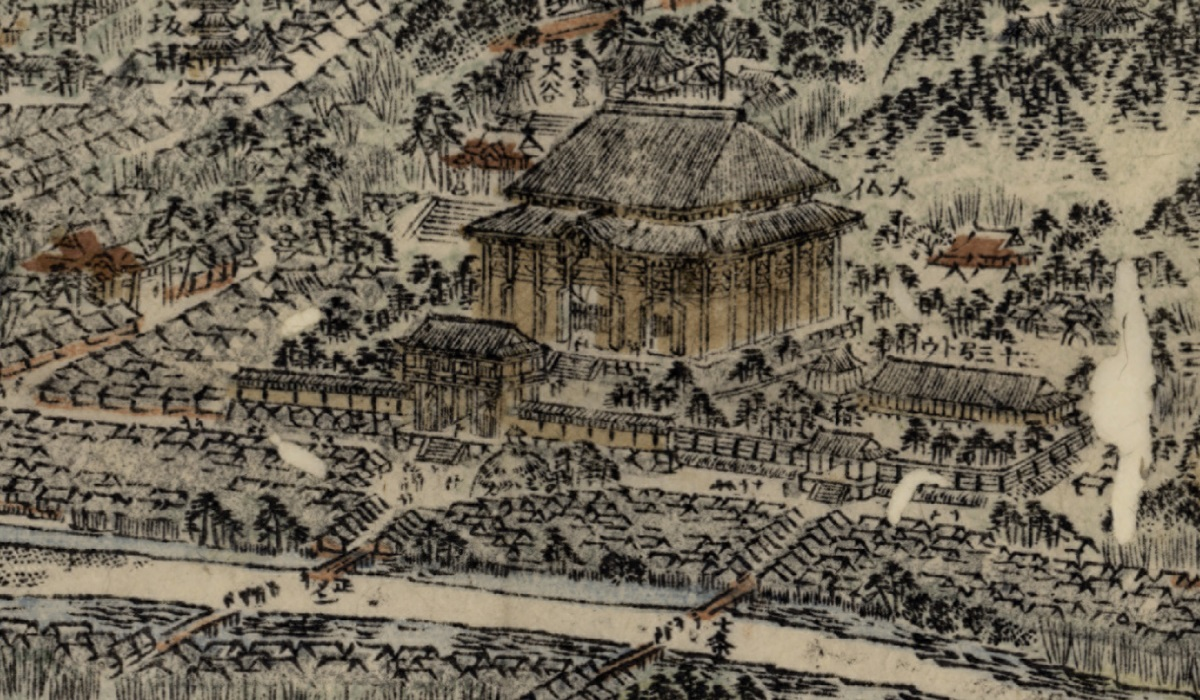
『花洛一覧図』に描かれた往時の方広寺大仏殿（京の大仏）。右隣に見えるのが三十三間堂。かつては方広寺大仏殿が日本最大の木造建築であった。(「花洛一覧図」京都府立京都学・歴彩館デジタルアーカイブ 一部改変)

『新篇塵劫記』の中に「大仏の堂」という問題がある。それには大仏殿の挿し絵が掲載され、「大仏殿にどれくらいの米が入るか」という問いと「577,500石」という解答のみが記載されている。大仏殿の寸法や「577,500石」を導きだす計算式などは記載されていない。従来『新篇塵劫記』の「大仏の堂」の問題は、京都の方広寺大仏殿（1798年に落雷で焼失）が江戸時代に存在していたことが世間一般にあまり知られていなかったことから、「大仏の堂」は、当時滅失していた東大寺大仏殿（鎌倉時代再建の2代目）を指し、「577,500石」を導きだす計算式が記載されていないのは、作者の吉田光由が考えた問題ではなく、東大寺大仏殿が存在した頃に作られた問題で、古くからの伝承をそのまま記載したためであろうとされてきた。しかし数学者の林隆夫は「大仏の堂」は方広寺大仏殿を指し、東大寺大仏殿ではないとした 。その根拠として「『新篇塵劫記』の出版された寛永18年（1641年）に東大寺大仏殿は存在しないが、方広寺大仏殿は存在していること」「作者の吉田光由は京都在住であること」「江戸時代に単に大仏と言えば、少なくとも京都では方広寺大仏を指していたこと」を挙げている（補注：林は指摘していないが、『新篇塵劫記』の大仏殿の挿し絵には唐破風が描かれているが、鎌倉時代再建の東大寺2代目大仏殿に唐破風はないとするのが通説であるので、挿し絵からも東大寺大仏殿ではないことが分かる）。大仏殿の寸法が記載されていないことについては、当時方広寺大仏殿は日本一の高さ・規模を誇っていた著名な建造物であり、都名所図会などの出版物に方広寺大仏殿の主要寸法も記載されていたので、それらから容易に寸法を知ることができたためでないかとしている。林は「577,500石」を導きだす計算式についても検討を行っており、現在判明している方広寺大仏殿の各寸法から容積を算定し、それに米をどれだけ納められるかを計算（石換算）すると、「577,500石」に近い値が得られるとしている。ただし具体的な「577,500石」という数値がどのように導き出されたかは不明としている 。